# Saxinis sonorensis
Saxinis sonorensis är en skalbaggsart som beskrevs av Martin Jacoby 1889. Saxinis sonorensis ingår i släktet Saxinis och familjen bladbaggar.

## Underarter
Arten delas in i följande underarter:
- S. s. sonorensis
- S. s. scutellaris